# Monica Lewis
Monica Lewis, nata May Lewis (Chicago, 5 maggio 1922 – Woodland Hills, 12 giugno 2015), è stata un'attrice statunitense.
Attiva anche come cantante, è stata per molti anni voce della banana Chiquita nella campagna pubblicitaria incominciata nel 1947.

## Filmografia parziale

### Cinema
- Tutto per tutto (Inside Straight), regia di Gerald Mayer (1951)
- Largo passo io (Excuse My Dust), regia di Roy Rowland e Edward Sedgwick (1951)
- La donna del gangster (The Strip), regia di László Kardos (1951)
- La ragazza della domenica (Everything I Have Is Yours), regia di Robert Z. Leonard (1952)
- Chi ucciderà Charley Varrick? (Charley Varrick), regia di Don Siegel (1973)
- Terremoto (Earthquake), regia di Mark Robson (1974)
- Airport '77, regia di Jerry Jameson (1977)
- Airport '80 (The Concorde ... Airport '79), regia di David Lowell Rich (1979)
- La stangata II (The Sting II), regia di Jeremy Paul Kagan (1983)
- Scherzare col fuoco (Stick), regia di Burt Reynolds (1985)
- Sbirri oltre la vita (Dead Heat), regia di Mark Goldblatt (1988)

### Televisione
- Peter Gunn – serie TV, episodio 1x09 (1958)
- Tales of Wells Fargo – serie TV, episodio 3x19 (1959)
- Avventure lungo il fiume (Riverboat) – serie TV, episodio 1x04 (1959)
- Sotto accusa (Arrest and Trial) – serie TV, episodio 1x19 (1964)

## Vita privata
Dal 1945 al 1947 è stata sposata con il produttore discografico Bob Thiele, da cui ha divorziato. Dal 1956 al 1996 (morte del marito) è stata sposata con il produttore cinematografico Jennings Lang, con cui ha anche avuto tre figli.